# Natal em El Camino
Natal em El Camino  é uma comédia americana de 2017 dirigida por David E. Talbert e escrita por Theodore Melfi e Christopher Wehner. O filme é estrelado por Luke Grimes (Yellowstone), Vincent D'Onofrio, Dax Shepard, Kurtwood Smith, Michelle Mylett, Emilio Rivera, Kimberly Quinn, Jessica Alba, Tim Allen e Jimmy O. Yang . O filme foi lançado na Netflix em 8 de dezembro de 2017.

## Enredo
Em "Natal em El Camino", Luke Grimes interpreta um jovem determinado a encontrar seu pai, interpretado por Tim Allen, que nunca conheceu. No entanto, uma reviravolta inesperada acontece quando ele e outras cinco pessoas acabam barricados em uma loja de bebidas devido a uma série de eventos turbulentos na véspera de Natal. Conforme a tensão aumenta e as emoções ficam à flor da pele, o grupo é desafiado a confrontar seus próprios demônios internos e diferenças. Mas, quando um tiroteio ameaça suas vidas, um improvável herói surge para unir todos em um momento de coragem e redenção.

## Elenco
- Luke Grimes como Eric Norris [1] [2]
- Tim Allen como Larry Roth [2]
- Vincent D'Onofrio como Carl Hooker [2]
- Dax Shepard como deputado Billy Calhoun [2]
- Kurtwood Smith como Bob Fuller, xerife do condado de El Camino [3]
- Michelle Mylett como Kate Daniels [3]
- Emilio Rivera como Vicente Santos [3]
- Kimberly Quinn como Jewels Daniels [2]
- Jessica Alba como Beth Flowers [3]
- Jimmy O. Yang como Mike, o Cinegrafista [2]

## Produção
De acordo com o roteirista Theodore Melfi, o projeto estava em desenvolvimento há dez anos antes do início da fotografia principal em 1º de maio de 2017 em Los Angeles . 

## Lançamento
O filme foi lançado na Netflix em 8 de dezembro de 2017. 

## Recepção
De acordo com o site agregador de críticas Rotten Tomatoes, 40% dos críticos deram ao filme uma crítica positiva com base em 5 críticas, com uma classificação média de 2,73/10. 